# Dolina Zadnia Jaworowa

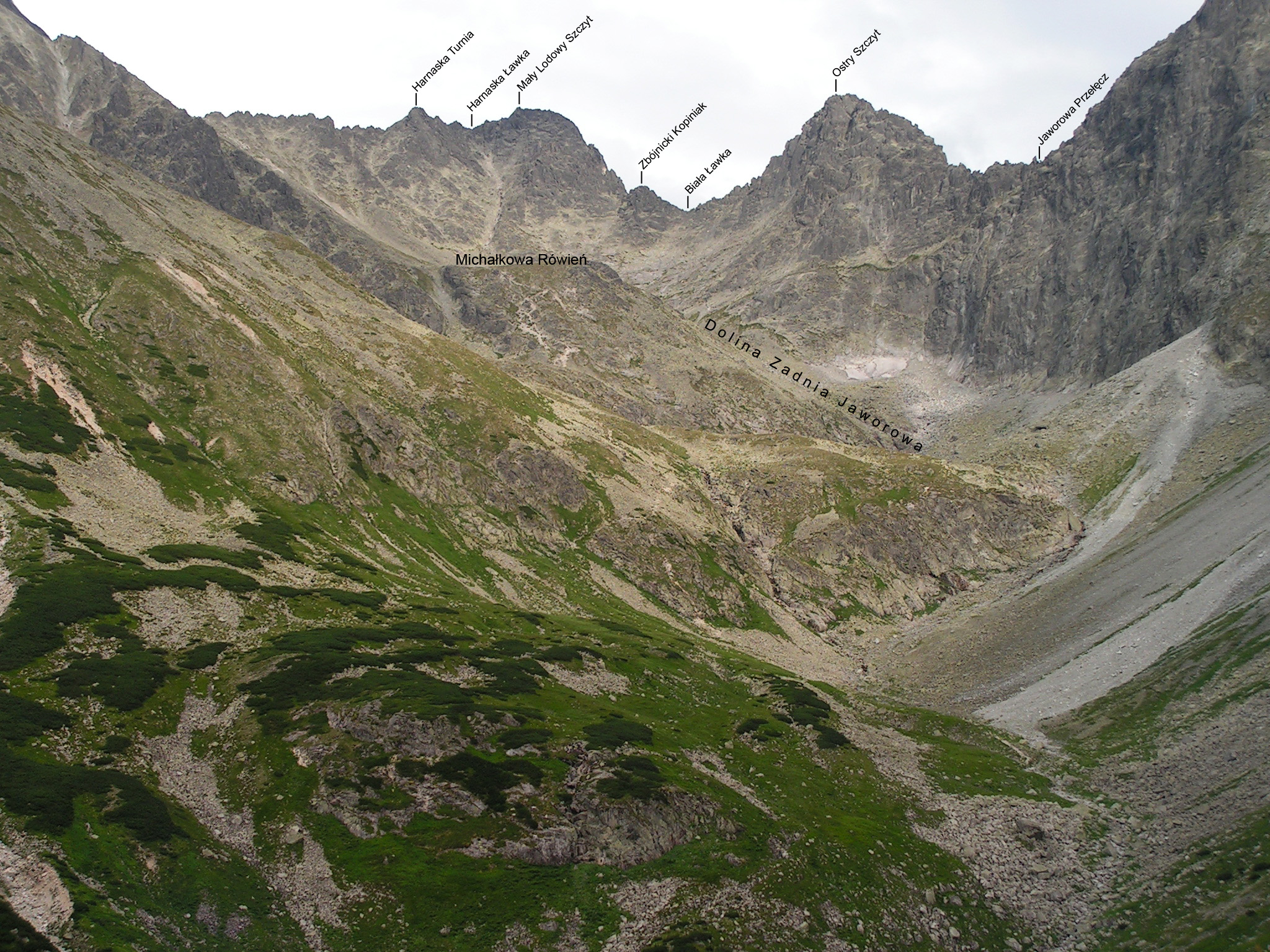

Dolina Zadnia Jaworowa (słow. Zadná Javorová dolina) – najwyżej położone, skręcające w kierunku wschodnim, górne, ułożone tarasowo piętro Doliny Jaworowej (Javorová dolina).
Dolina Zadnia Jaworowa to słowacka dolina tatrzańska położona na terenie Tatr Wysokich. Dolina graniczy:
- od południowego zachodu z doliną Rówienki (Rovienky), należącą do systemu Doliny Białej Wody (Bielovodská dolina), rozdzielają je Jaworowe Turnie (Javorové veže),
- od południa z Doliną Staroleśną (Veľká Studená dolina), rozdziela je główna grań Tatr od Małego Lodowego Szczytu (Široká veža) przez Ostry Szczyt (Ostrý štít) i Jaworowy Szczyt (Javorový štít) do Małego Jaworowego Szczytu (Malý Javorový štít),
- od wschodu z Doliną Małej Zimnej Wody (Malá Studená dolina), rozdziela je główna grań Tatr od Małego Lodowego Szczytu przez Lodową Kopę (Malý Ľadový štít) do Lodowego Szczytu (Ľadový štít)
- od północy ze wschodnim odgałęzieniem Doliny Jaworowej – Doliną Suchą (Suchá dolina), rozdziela je Sobkowa Grań (Suchý hrebeň) odchodząca od Lodowego Szczytu.

Przez dolinę przebiega znakowany szlak turystyczny prowadzący na Lodową Przełęcz (Sedielko) i dalej do należącej do systemu Doliny Małej Zimnej Wody Doliny Pięciu Stawów Spiskich (kotlina Piatich Spišských plies). Pod ścianami Jaworowego Szczytu w dolince znajduje się na wysokości 1881 m n.p.m. Żabi Staw Jaworowy (Žabie Javorové pleso), regularnie zasypywany materiałem skalnym, który utworzył wielki stożek piargowy ponad jeziorem. Przez wiele lat podawano w przewodnikach nieprawdziwą informację, że w 1940 r. duża lawina kamienna z Jaworowego Szczytu zmniejszyła nieco obszar stawu. W rzeczywistości obryw skalny nastąpił jesienią 1939 r., nie był jednak na tyle potężny, aby zmienić wymiary jeziora – do wody wpadło tylko kilka kamieni. Przez dolinę płynie Jaworowy Potok (Javorinka).
Pod progiem doliny, poniżej Żabiego Stawu, na wielkim bałwanie skalnym na wysokości ok. 1700 m n.p.m. zamocowana została w 1911 r. tablica, upamiętniająca legendarnego przewodnika Klimka Bachledę, który zginął rok wcześniej podczas pamiętnej akcji ratunkowej TOPR na ścianie Małego Jaworowego Szczytu. Po II wojnie światowej tablicę tę przeniesiono na Tatrzański Cmentarz Symboliczny.

## Szlaki turystyczne
– szlak zielony z Jaworzyny Tatrzańskiej dnem Doliny Jaworowej i Zadniej Doliny Jaworowej na Lodową Przełęcz, skąd szlak wiedzie dalej do Doliny Pięciu Stawów Spiskich. Czas przejścia na Lodową Przełęcz: 5 h, ↓ 4 h

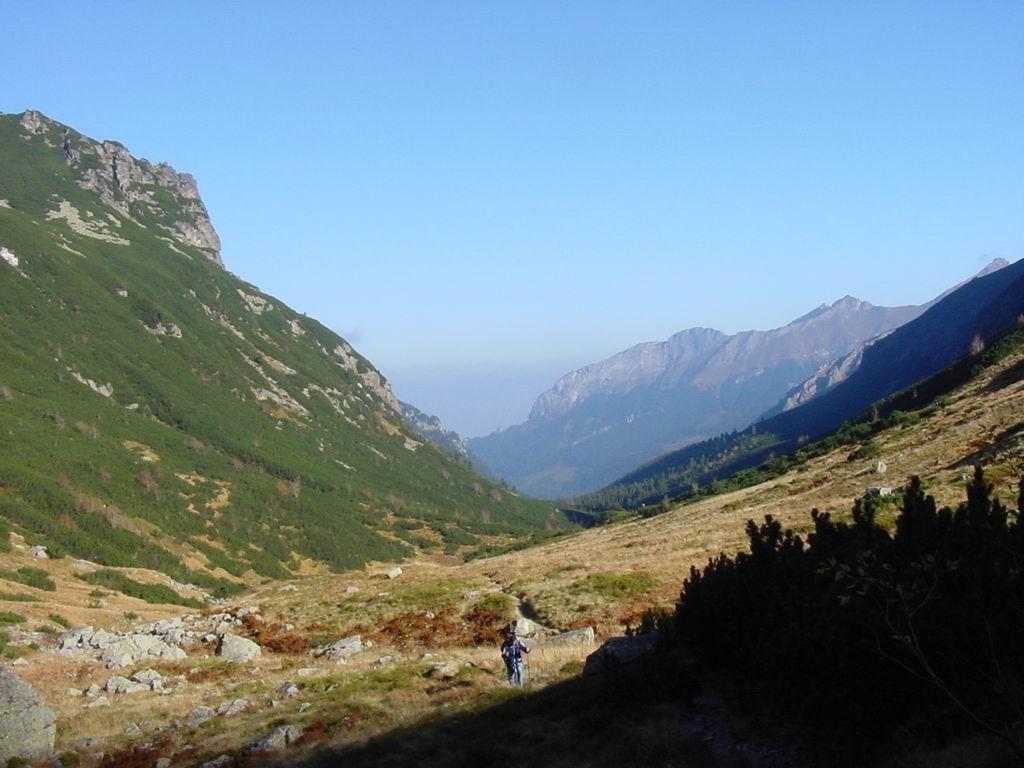
Dolna część Doliny Zadniej Jaworowej
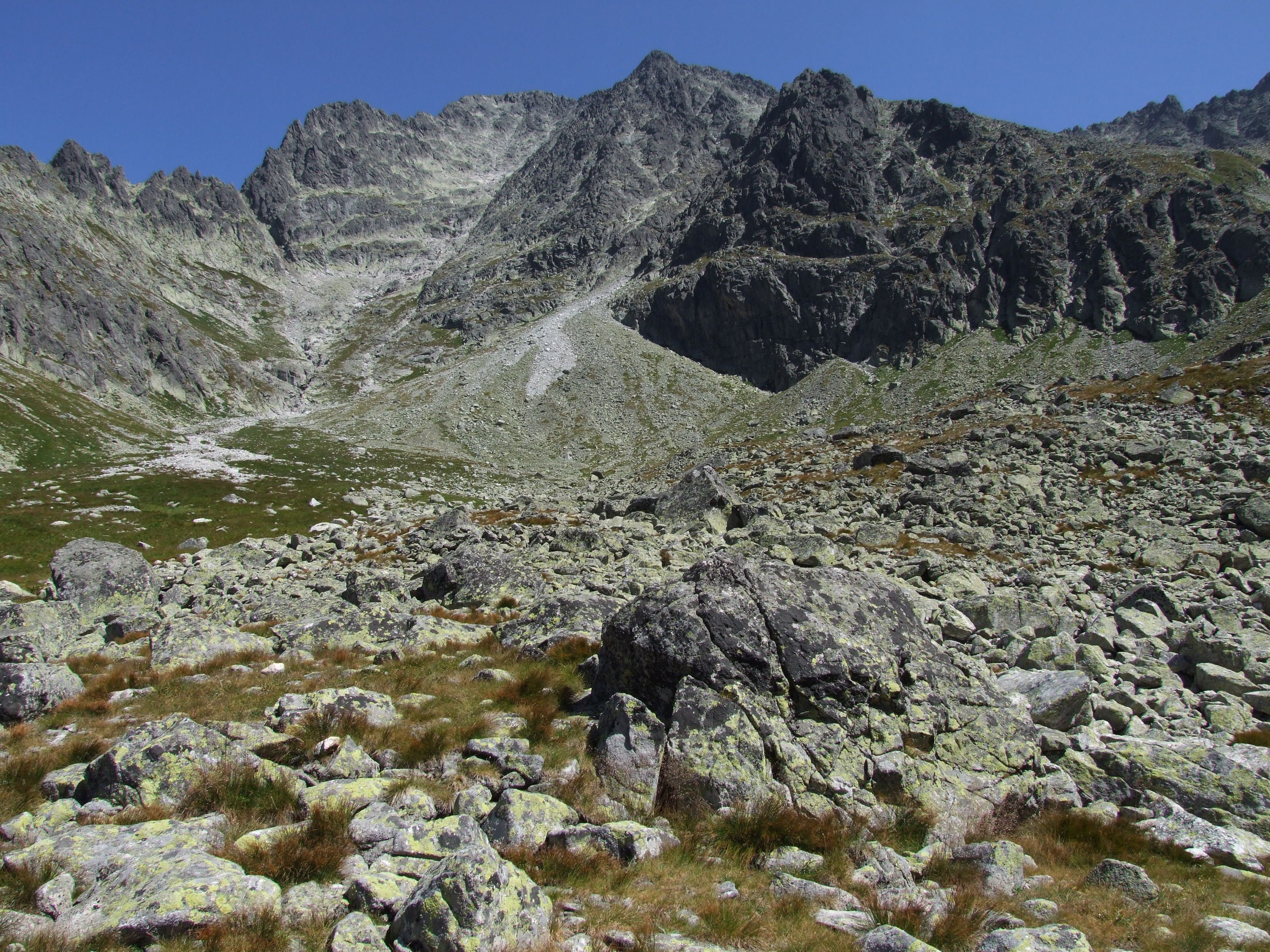
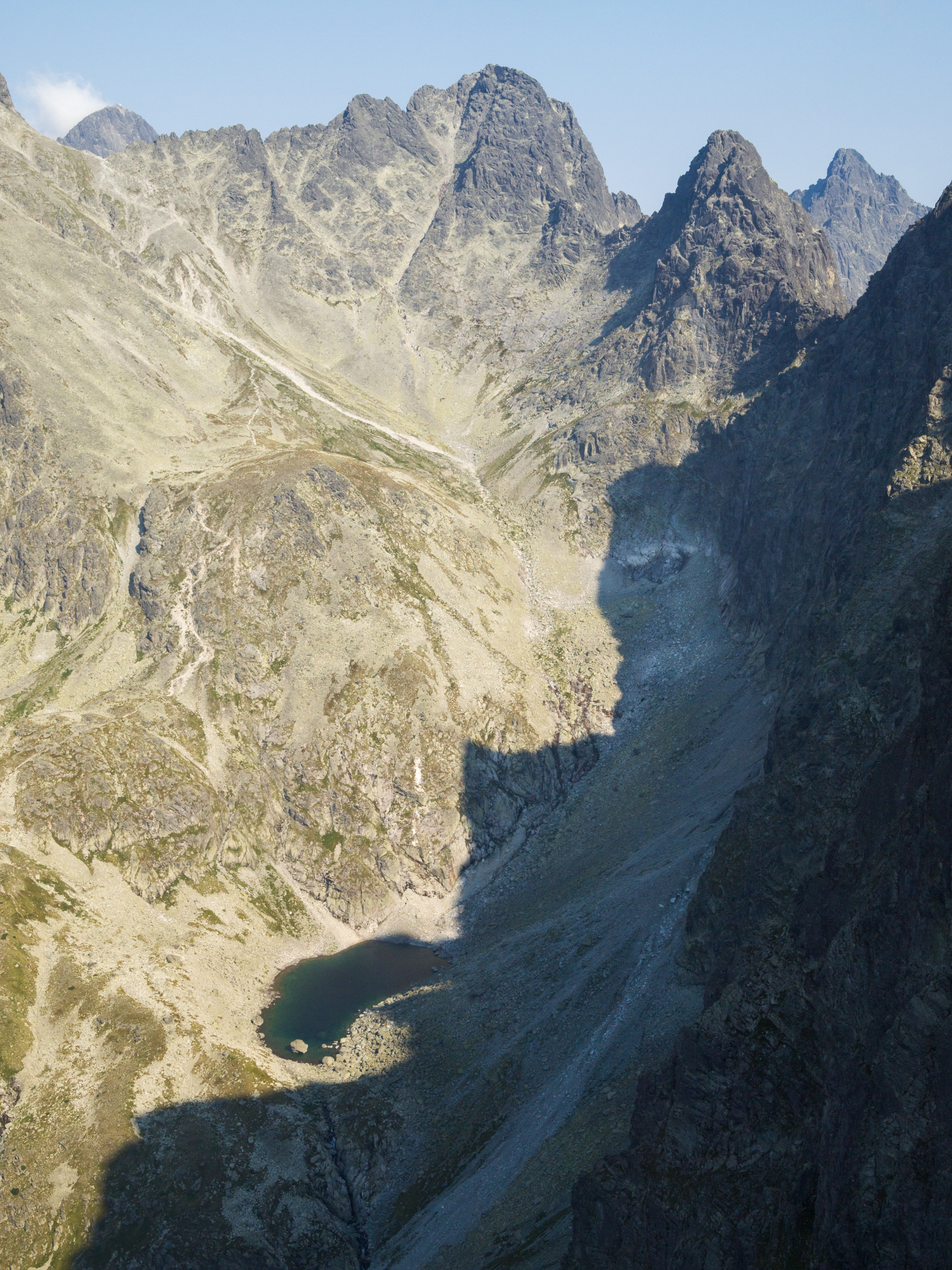
Mały Lodowy Szczyt i Ostry Szczyt ponad Żabim Stawem Jaworowym
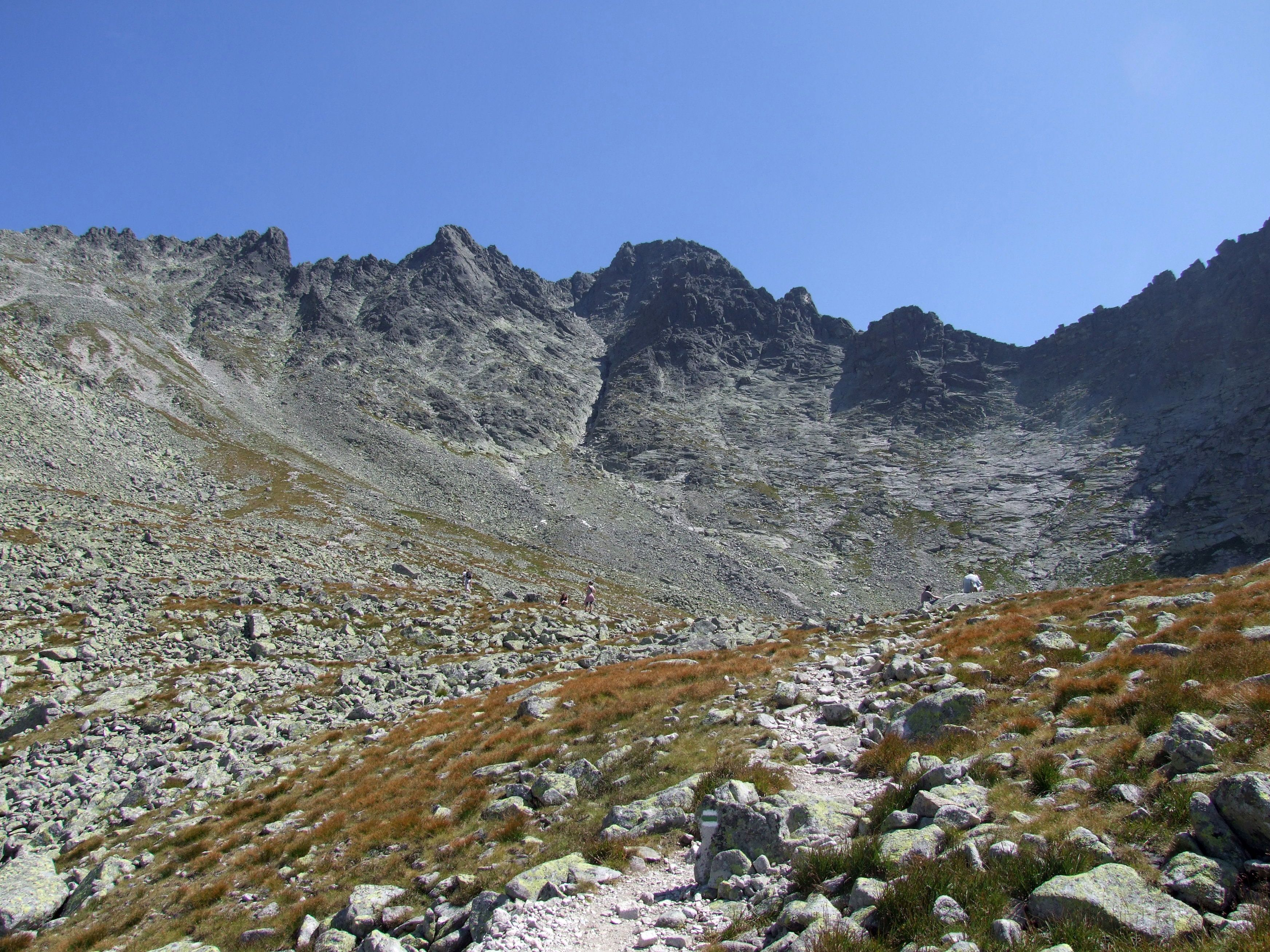